# Маддуватта
Маддуватта (кінець XV — початок XIV ст до н. е.) — перший відомий володар держави Арцава.

## Життєпис
Основні відомості про нього містяться в хетських джерелах, зокрема у «Гріхи Маддуватти». Йомовірно посів трон близько 1410 року до н. е. Десь 1400 року до н. е. Маддуватта стикнувся з вторгненням Аттарсії з Аххіяви, який завдав поразки арцавському володареві, внаслідок чого той вимушен був тікати під захист хетського царя Арнуванди I. Той передав у володіння Маддуватти область Зіппасла (на північ від Арцави, центральна Фригія біля гори Сіпіл).

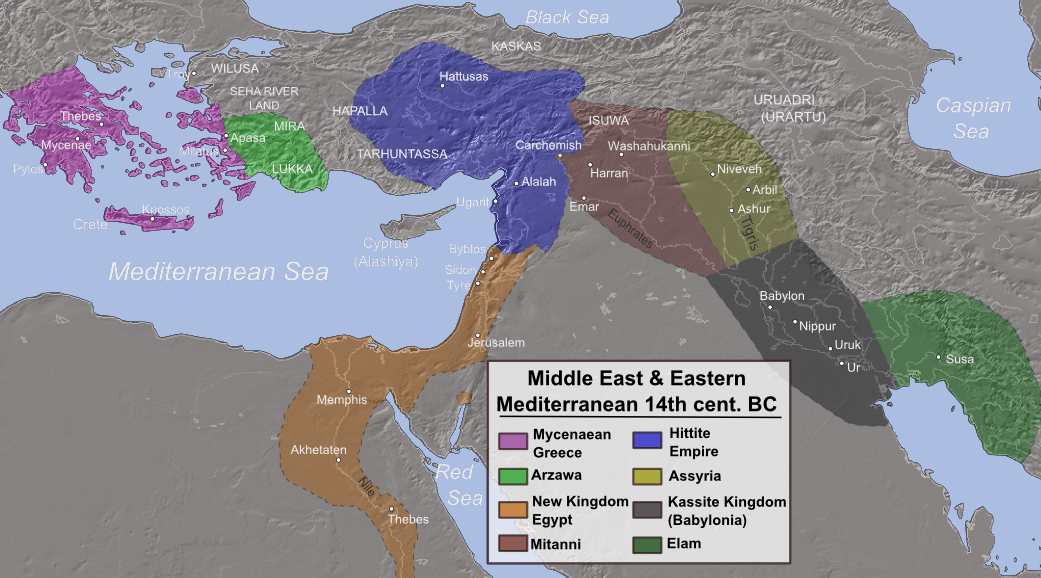
Володіння Маддуватти (позначено зеленим кольором)

Маддуватта почав з війну з Купанта-Курунтою, ставлеником Аттарсії, але зазнав поразки. Тоді допомогу надав Арнуванда I, завдяки чому Маддуватту було відновлено на троні Арцави.
Згодом Аттарсія знову атакував Маддуватту, який вдруге зазнав поразки й втік до хетів. Тодішній хтський цар Тудхалія II відправив на допомогу Маддуватті військо під проводом Кіснапалі. Перебіг кампанії достеменно невідомий, але ймоврініше жодна зі сторін не досягла перемоги. Втім Аттарсія, ймовірно зрозумів марність спроб підкорити усю Арцаву, відступив до власних володінь. Але Маддуватту було відновлено на троні.
Згодом Маддуватта став проводити все більш незалежну політику від хетського царя, зокрема приєднав до своїх володінь області на південному заході Малої Азії — Каркіша і Лукка. Так, в луккаських містах Далава (Тіява) і Хіндуве почалися антіхеттські заворушення. За пропозицією Маддуватти Кіснапалі повинен був опанувати Хіндувой, в той час як цар Арцава призведе до покірності Далаву. Однак, коли хетти виступили в похід, Маддуватта разом з воїнами Далави влаштували Кіснапалі засідку, в результаті чого хетський полководець був убитий. Також Маддуватта підкорив маленькі царства Гапалла і Піташа. В результаті активної діяльності Маддуватти територія Арцава істотно збільшилася.
Маддуватта уклав союз з Аттарсіей, якому допоміг у поході з підкорення царства Аласія, яке було залежним від Хетської держави. 
На збереженій глиняній табличці хетський цар дорікає йому за неодноразові зради не лише проти нього, але й проти батька. Він здивований терпимістю хетського правителя щодо продовжуваних проявів зрад Маддуватти і створює враження, що цей цар не в змозі діяти більш жорстко проти Арцави.
Помер між 1370 і 1350 роками до н.е. Владу спадкував його син Тархунта-Раду.